# Брендан Клонфертський
Брендан Клонфертський (ірл. Bréanainn as Cluain Fearta; лат. Brendanus; близько 484—577), відомий також як Святий Брендан — ірландський чернець і мореплавець, християнський святий. Настоятель монастиря Клонферт (Cluain Fearta) в графстві Голвей. Був званий «мореплавцем» і «мандрівником» через подорожі, у які він вирушав, згідно з легендою в пошуках Обітованої Землі, описаних як «Плавання Брендана» (лат. Navigatio Brendani). Йому приписують перебування між іншим на Азорських островах, в Ісландії, Гренландії і Північній Америці.

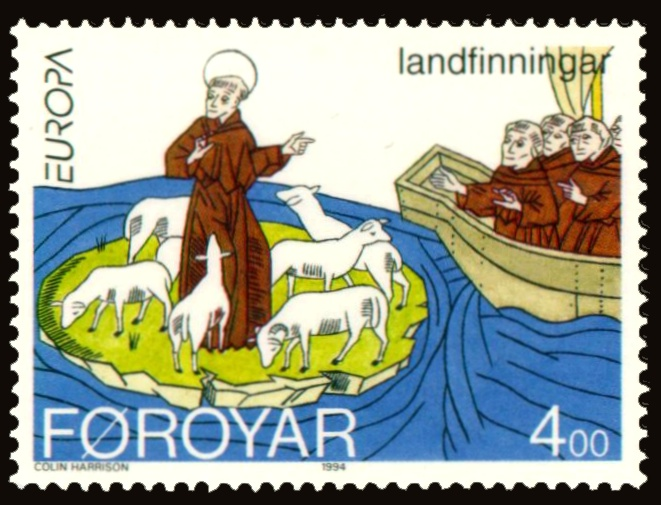
Святий Брандан на поштовій марціФарерських островів

Згідно з легендою, Брендан після прийняття священицьких обітниць, молився про те, щоби зміг подорожувати до невідомих країн. Після цього він мав видіння, в якому ангел показав йому певний острів. Брендан двічі вирушав за море в пошуках тієї чудовної країни. Першу подорож він здійснив у шкіряному човні, але нічого не знайшов. Другий раз він вирушив з прочанами у човні зробленому з дерева. На Великодню ніч виринув кит, на хребті якого Брендан і його товариші відправили Святу Літургію. Після обряду, кит занурився і відплив. Раніше однак Святий Брендан обласкував диких звірів, подібно як робив з водяними тваринами. Навіть диявольське наведення що показувало йому міру пекельних мук, не зуміло зламати сили його духа. Святий Брендан навернув теж до життя одного з ченців, який помер після того як диявол представив йому видіння пекла, не призначеного однак для нього. У своїй подорожі ченець спіткав велетня, якого він охрестив, також відстрашуючи мишей і великого морського кота. Зрештою всі досягли до острова, який Св. Брендан бачив у видінні раніше. Там вони зустріли пустельника, одягненого в пір'я. По поверненні до Ірландії Св. Брендан не залишився у своєму монастирі, але замешкав у відлюдному місці неподалік міста Лімерік.

## Цікаві факти
- У середньовічній картографії на честь святого називали сучасні Азорські острови.